# Rhabdogyna
Rhabdogyna este un gen de păianjeni din familia Linyphiidae.
Cladograma conform Catalogue of Life:
| Rhabdogyna | \| \| Rhabdogyna chiloensis \| \| \| \| \| \| Rhabdogyna patagonica \| \| \| \| |
|            | \| \| Rhabdogyna chiloensis \| \| \| \| \| \| Rhabdogyna patagonica \| \| \| \| |
|            | Rhabdogyna chiloensis                                                           |
|            |                                                                                 |
|            | Rhabdogyna patagonica                                                           |
|            |                                                                                 |